# 瓊哈爾大橋
瓊哈爾大橋（羅馬化：Chonharski mosty），又或按俄語譯瓊加爾大橋（羅馬化：Chongarskiye mosty），是一座跨越錫瓦什湖的鐵路橋和堤壩，位於新阿列克西伊夫卡火車站（Новоолексіївка）至占科伊火車站（Джанкой）路段，以及歐洲公路（亦稱為烏克蘭的M18高速公路或俄羅斯的35А-002）上的一座公路橋。在公路橋的幾十米處，還有一座年久失修、不再運營的舊公路橋。

## 歷史
1783年俄羅斯帝國併吞克里米亞後，首個進行的大規模改善克里米亞交通基礎設施項目被戲稱為「克里米亞之門」。該項目建造於19世紀初（在1836年的地圖上已被標示為瓊哈爾大橋），並成為彼列科普地峽的第二條陸路選擇。在19世紀中葉的克里米亞戰爭中，瓊哈爾大橋對於俄羅斯具有重要的戰略意義，因為它用於為參與克里米亞戰爭的俄羅斯軍隊提供補給。隨後，洛巴諾夫-羅斯托夫斯基親王的一支小隊保護這座橋免遭破壞。

### 蘇烏戰爭
在1918年蘇烏戰爭克里米亞行動期間，烏克蘭軍隊襲擊瓊加爾大橋。

### 俄烏戰爭
在2014年，烏克蘭政府為了回應俄羅斯聯邦併吞克里米亞，於是對兩座橋梁進行布雷，範圍包括新舊兩座橋梁的烏克蘭一側。這樣做是因為衝突線大致經過橋梁的中間，因此俄羅斯邊境守衛無法控制烏克蘭邊境的這些已布雷的橋樑。

### 2022年俄羅斯入侵烏克蘭
2022年4月25日，烏克蘭武裝部隊總參謀長表示，瓊哈爾大橋已被布雷，烏軍面對15倍於其的敵軍勢力仍然進行抵抗。之前有消息在網路上傳出，在俄羅斯入侵烏克蘭前，瓊哈爾大橋已被排雷，總參謀部否認此事。
2022年8月10日，在大橋的南部，即曾作為烏克蘭檢查站的地方發生了一場大規模的火災。火災是由克里米亞的行政邊界附近的瓊哈爾發生爆炸所引起的。
據報導指，2023年6月22日上午約5點，烏軍進行了反攻，並襲擊兩座公路橋樑。根據損害性質和碎片，推測這是烏克蘭空軍使用暴風影巡航導彈進行的打擊。這些橋梁對於俄羅斯佔領軍具有戰略重要性，因為它們是從所謂的克里姆區（即克里米亞）的後方倉庫到赫爾松州和扎波羅熱州戰線的少數陸路通道之一。損壞這些橋梁可能會對俄軍的後勤造成重大影響。
2023年7月5日，烏克蘭國防部隊總參謀長代表奧萊克西·赫羅莫夫（Олексій Громов）證實，烏軍使用暴風影巡航導彈攻擊瓊哈爾大橋。這些巡航導彈有效毀壞橋樑，嚴重妨礙敵方在該地區的彈藥和其他物資供應。
據報導指，2023年7月29日早晨，烏克蘭國防部隊成功攻擊位於克里米亞和赫爾松州邊界的瓊哈爾鐵路橋，導致俄軍在俄佔扎波羅熱和俄佔赫爾松的後勤暫時受到妨礙。這次烏克蘭國防部隊的攻擊得到了烏克蘭武裝部隊戰略指揮部證實。
2023年8月6日，烏克蘭空軍用蘇-24戰鬥轟炸機發射暴風影飛彈轟炸瓊哈爾大橋和海尼切斯克大橋公路橋，兩者受到嚴重破壞。

## 描述
瓊哈爾鐵路橋是一座雙軌橋，其跨越結構位於北側，主要部分則是一道穿越錫瓦什湖的堤壩。自2014年12月27日起，由烏克蘭政府主導，大橋停止與克里米亞的鐵路連接。接觸網絡已被拆除，並且橋樑被帶尖刺的鐵絲網封鎖。
現有的公路橋跨越瓊哈爾海峽，連接著瓊哈爾半島和蒂普-占科伊半島。這條海峽上有兩座新的公路橋（新瓊哈爾橋和赫爾松橋），位於M18或35A002公路上。而舊的瓊哈爾大橋則位於南方，處於廢棄狀態。
在瓊哈爾大橋北側和南側的海岸線上，密集布滿著民間戰爭和德蘇戰爭時期的野戰防禦設施和火力位置。在2014年與俄羅斯吞併克里米亞事件後，烏軍和俄軍在瓊哈爾大橋的北側和南側重新修復並建造了一系列新的野戰防禦工事。在瓊哈爾半島的海岸線附近，直到2022年2月24日之前，烏克蘭設有前沿邊境檢查站，而在赫爾松橋的中間，俄羅斯則設有臨時的邊境檢查站。